# Aars
Aars est une ville de la commune de Vesthimmerland, au Jutland, au Danemark, qui compte 8 708 habitants en 2025. La ville est située à 43 km au sud-ouest d’Aalborg et à 44 km au nord de Viborg. C'était la capitale de la commune d’Aars de 1970 à 2006. Aars est le chef-lieu de Vesthimmerland et la plus grande ville de la commune.

## Histoire d’Aars
Aars est mentionnée pour la première fois en 1394. Son nom est « Arsoghæreth ». Le chercheur en toponymie Svend Aakjær explique que "Aars" vient du vieux norrois, du nom árr ou ármadr.
En 1682, le village d’Aars se composait de six fermes et de quatre maisons avec des terres, et le moulin d’Aars se trouvait à proximité. En 1875, il y avait 782 habitants dans la paroisse d’Aars. Aars était décrite : "Aars avec une église, un presbytère, une école et une auberge avec une épicerie, une boulangerie et une malterie".
En 1893, Aars obtient une gare sur la ligne des Himmerlandsbaner. La gare d’Aars a fait de la ville une plaque tournante ferroviaire. La station a attiré des entreprises et des habitants à Aars. Mais la ligne de train a été fermée en 1999. Aujourd’hui, l’ancienne voie ferrée est devenue une piste cyclable dans la commune de Vesthimmerland.

## Attractions
À Aars, il y a deux musées. Ce sont le Vesthimmerlands Museum et le Dansk Nutidsmuseum. Le Vesthimmerlands Museum, ou musée de Vesthimmerland en français, a été fondé en 1999. C’est un musée d’histoire et de culture locale. Le musée présente des expositions sur l’histoire régionale, y compris des copies du chaudron de Gundestrup et du vase de Skarpsalling. Les deux ont été trouvés à Vesthimmerland.
L’autre musée, le Dansk Nutidsmuseum (en français, « Musée danois contemporain »), conserve des objets du quotidien des Danois au cours des 100 dernières années.
À cinq kilomètres au sud-est de la ville se trouve la forteresse reconstruite de Borremose, un château-refuge et un village datant de l’âge du fer.

## Éducation
Il y a deux écoles primaires à Aars : Østermarkskolen et l’école d’Aars. Il y a aussi une autre école, Vestermarkskolen, une école spécialisée pour les enfants ayant des besoins particuliers,.

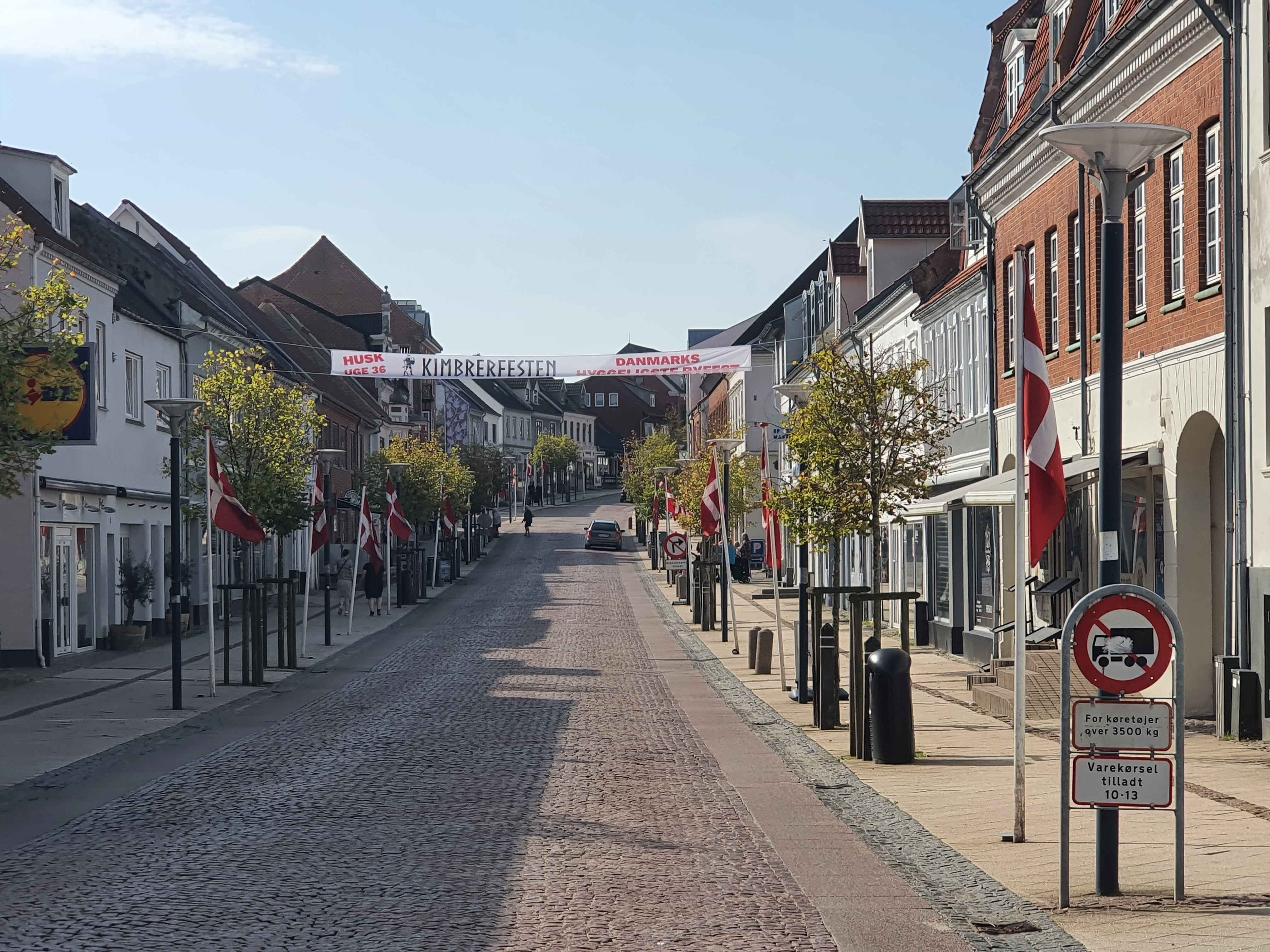
La rue principale d'Aars

Aars possède aussi un lycée appelé Vesthimmerlands Gymnasium (en français, le Gymnase de Vesthimmerland). Le logo de l’établissement représente le vase de Skarpsalling.

## Personnalités célèbres
- Christen Christian Larsen (Le Veau du Tonnerre) (1816-1891), infirme et vagabond de l’Himmerland.
- Børge Johannes Lauritsen (1916-1944), résistant danois contre l’occupation allemande.
- Jørgen Rydder (1923-1944), résistant danois contre l’occupation allemande.
- Per Pallesen (1942-), acteur et metteur en scène de théâtre.
- Niels Holck (1961-), Danois impliqué dans un trafic d’armes en Inde.
- Gert Bo Jacobsen (1961-), boxeur professionnel danois, ancien champion d’Europe et du monde.
- Helle Kaldal Riisager (1976-), ancienne handballeuse danoise.
- Kasper Risgård (1983-), ancien footballeur professionnel danois.
- Caroline Rask (1994-), joueuse de l’équipe nationale danoise de football.
- Andreas « Xyp9x » Højsleth (1995-), ancien joueur professionnel de Counter-Strike: Global Offensive, actuellement entraîneur adjoint de l’équipe MOUZ sur Counter-Strike 2.